# Buding
Buding là một xã trong vùng Grand Est, thuộc tỉnh Moselle, quận Thionville-Est, tổng Metzervisse. Tọa độ địa lý của xã là 49° 20' vĩ độ bắc, 06° 19' kinh độ đông. Buding nằm trên độ cao trung bình là 250 mét trên mực nước biển, có điểm thấp nhất là 170 mét và điểm cao nhất là 306 mét. Xã có diện tích 6,36 km², dân số vào thời điểm 1999 là 472 người; mật độ dân số là 74 người/km². Xã thuộc Pháp từ năm 1659.

## Thông tin nhân khẩu
| 1962 | 1968 | 1975 | 1982 | 1990 | 1999 |
| ---- | ---- | ---- | ---- | ---- | ---- |
| 326  | 339  | 339  | 385  | 509  | 472  |